# Флясово
Флясово  — деревня  в  Смоленской области России,  в Ельнинском районе. Население — 1 житель ( 2007) .  Расположена в юго-восточной части области  в 24 км к юго-востоку от города Ельня, у автодороги  Р96 Новоалександровский(А101)- Спас-Деменск — Ельня — Починок, в 9 км западнее от границы с  Калужской областью. В 5 км к северо-востоку от деревни железнодорожная станция Теренино на линии Смоленск  - Сухиничи. Входит в состав Теренинского сельского поселения.   

## История
В годы Великой Отечественной войны деревня была местом ожесточённых боёв и была оккупирована гитлеровскими войсками в октябре 1941 года.  Была освобождена 28 августа 1943 года

## Достопримечательности
- Обелиск на братской могиле 170 советских воинов погибших в боях с гитлеровскими войсками  [3].